# Édouard Denis-Dumont
Pour les articles homonymes, voir Dumont.
Édouard-Pierre-Léonor Denis-Dumont, né le 23 février 1830 à Surtainville où il est mort le 29 mai 1886, est un médecin français.
Docteur en médecine à Caen.

## Publications
- Le Choléra dans le Calvados en 1865-66, Caen, 1868 ;
- Notice sur Dan de Lavauterie, Caen, 1869, in-8o ;
- De l'allaitement artificiel, influence du biberon sur la mortalité des enfants dans le Calvados, Caen, 1870, in-8o ;
- Notice sur le cidre, Caen, 1884, in-8o, etc.